# St. Peter und Paul (Pieniężno)

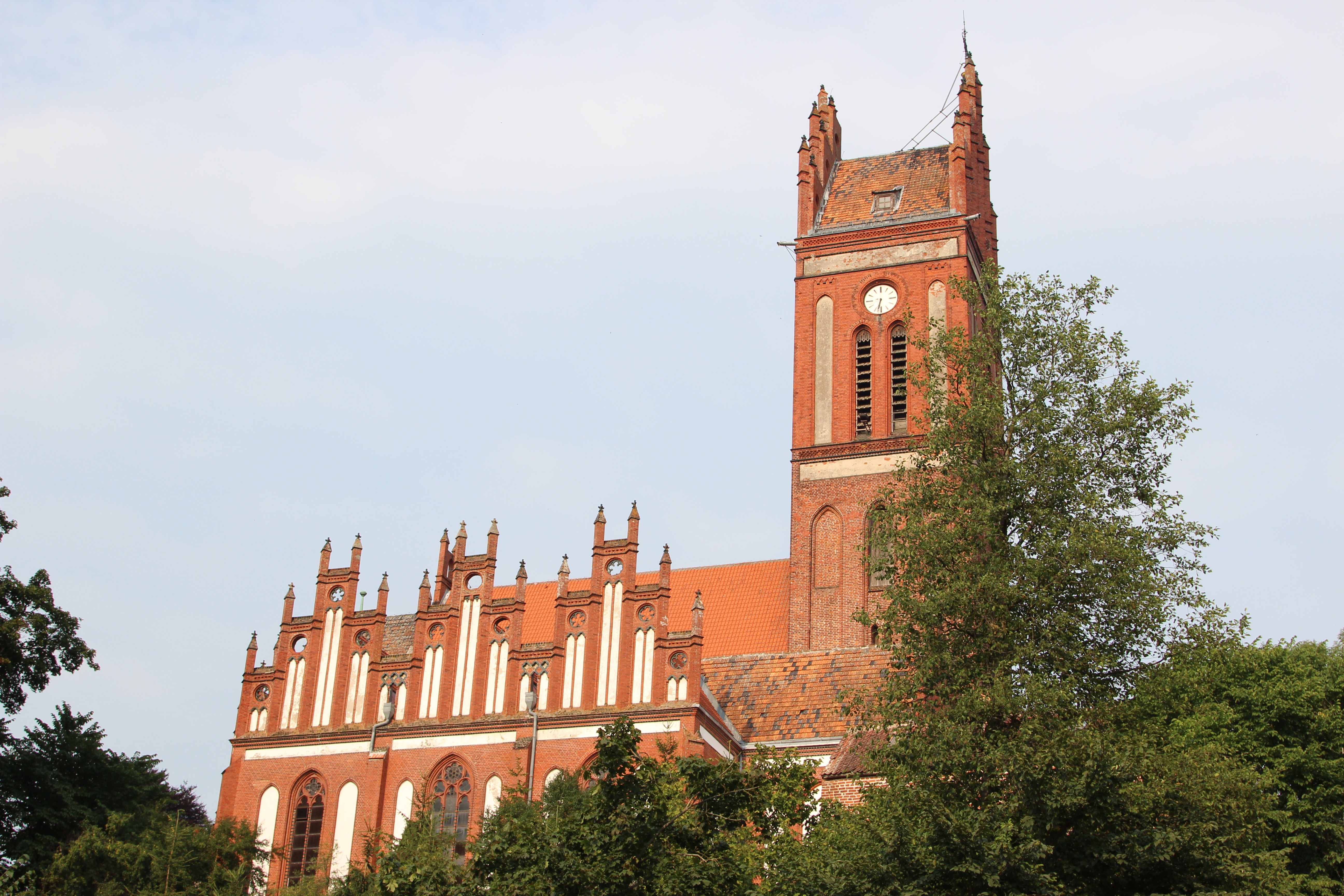
Mehlsack, St. Peter und Paul

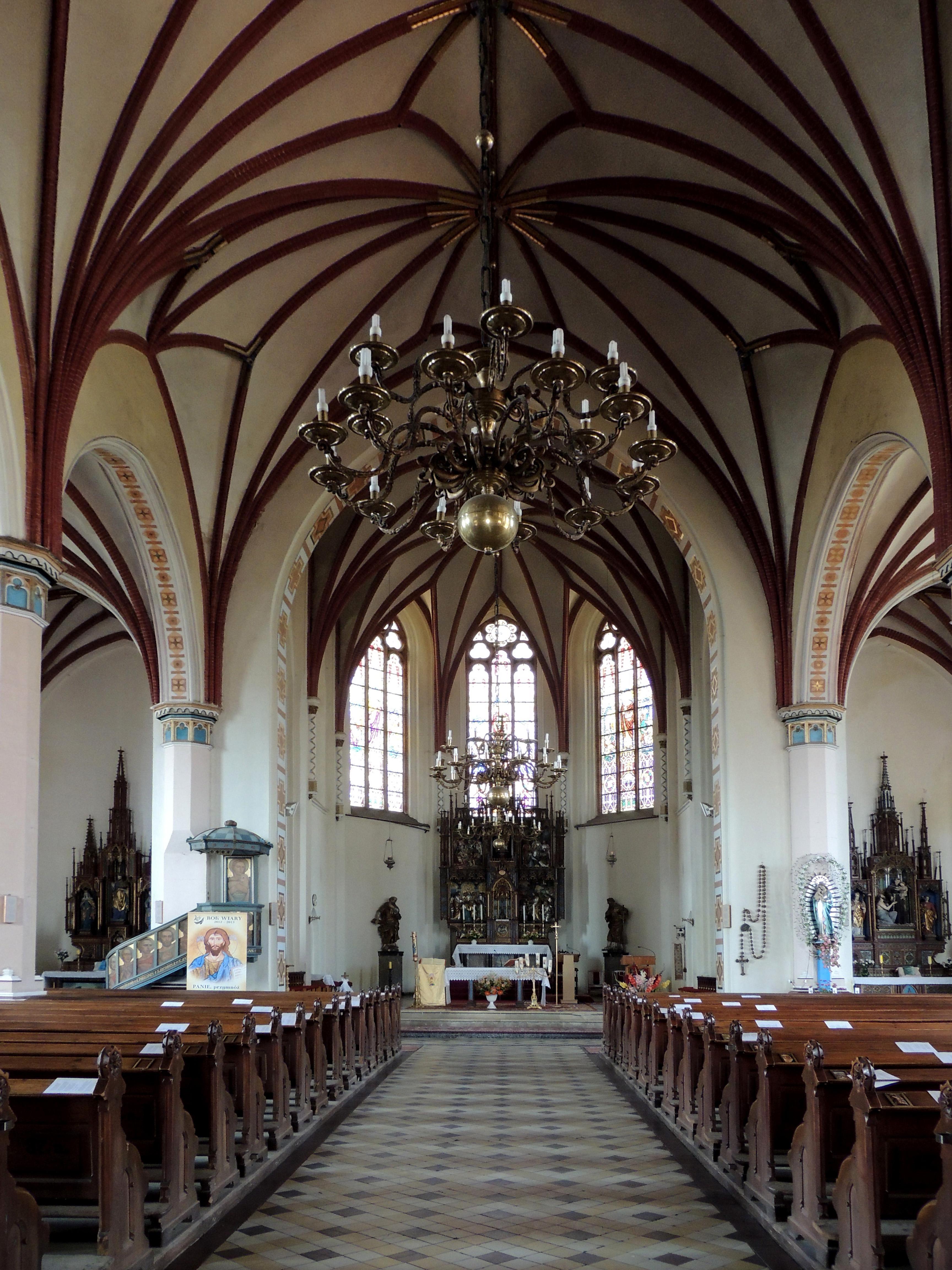
Innenraum

St. Peter und Paul (polnisch: Kościół Świętych Apostołów Piotra i Pawła) ist die römisch-katholische Kirche von Pieniężno (deutsch: Mehlsack), einer Stadt im Powiat Braniewski der polnischen Woiwodschaft Ermland-Masuren.

## Geschichte
Die Kirche von Mehlsack wurde in den Jahren 1895–1897 anstelle einer gotischen Kirche des 14. Jahrhunderts errichtet, von der der um ein Stockwerk erhöhte Turm übernommen wurde. Den Entwurf für den im neugotischen Stil nach Vorbildern der Backsteingotik errichteten Kirchenneubau verfertigte der Münsteraner Diözesanbaumeister Hilger Hertel, die Ausführung lag in den Händen seines Sohnes Hilger Hertel jun. Die Weihe wurde 1897 von Bischof Andreas Thiel vollzogen.

## Architektur
Die Mehlsacker Peter-und-Paul-Kirche ist eine in Backstein errichtete fünfschiffige, dreijochige Hallenkirche mit polygonalem Chorschluss und einem 60 Meter hohen Westturm. Die durch Blenden gegliederten Außenmauern werden jochweise von Fialengiebeln bekrönt, desgleichen der mit einem Satteldach abschließende Turmbau. Der von schlanken achteckigen Pfeilern beherrschte Hallenraum wird von Sterngewölben überdeckt. Die Kirche hat mit Hauptaltar, vier Seitenaltären, der Kanzel und der Orgel ihre originale neugotische Ausstattung bewahrt. Aus dem Vorgängerbau übernommen sind die 1688 von dem Königsberger Bildhauer Isaak Riga geschaffenen Statuen der Apostel Petrus und Paulus des barocken Hauptaltars. Eine 1614 von Gerdt Benningk in Danzig gegossene Glocke der Mehlsacker Peter-und-Paul-Kirche befindet sich heute nach der Glockenabgabe im Zweiten Weltkrieg in St. Heribert in Köln.

## Pfarrei
Die Pfarrei der St.-Peter-und-Paul-Kirche gehört seit 2022 zum Dekanat Orneta (Wormditt), zuvor zum Dekanat Pieniężno, im Erzbistum Ermland.
Der Pfarrei zugeordnet sind die Orte: 
| Polnischer Name   | Deutscher Name |  | Polnischer Name  | Deutscher Name |
| ----------------- | -------------- |  | ---------------- | -------------- |
| Borki             | Marienhof      |  | Lejławki Wielkie | Groß Grünheide |
| Borowiec          | Borwalde       |  | Pieniężno        | Mehlsack       |
| Brzostki          | Freihagen      |  | Walnin           | Wernershöh     |
| Cieszęta          | Sonnenfeld     |  | Wyrębiska        | Lichtwalde     |
| Kajnity           | Heistern       |  | Żugienie         | Sugnienen      |
| Kierpajny Wielkie | Groß Körpen    |  |                  |                |